# Gene Taylor
Calvin Eugene Taylor (Toledo (Ohio), 19 maart 1929 – Sarasota, 22 december 2001) was een Amerikaanse jazzcontrabassist van de hardbop.

## Biografie
Gene Taylor begon op de sousafoon, korte tijd later op de piano en later de contrabas. Taylor blijft vooral als lid van het kwintet van Horace Silver in herinnering, waarbij hij werkte van 1958 tot 1962. Met Silver bezocht hij in 1962 Europa. Vanaf 1964 werkte hij bij Blue Mitchell en toerde hij met diens kwintet in 1965 door Japan. Bovendien speelde hij freelance met Thelonious Monk, Howard McGhee, Duke Pearson, Junior Cook. Tijdens de late jaren 1960 werkte hij met Coleman Hawkins, met wie hij een van zijn laatste albums inspeelde, en met Eddie Jefferson. In 1975 nam hij nog op met Barry Harris.

## Overlijden
Gene Taylor overleed in december 2001 op 72-jarige leeftijd.

## Discografie
- ????: Horace Silver: Finger Poppin'  (Blue Note Records, 1959), Blowin' The Blues Away (Blue Note Records, 1959), Horace-Scops (Blue Note Records, 1960), The Tokyo Blues (Blue Note Records, 1962)
- 1959: Duke Pearson: Profile (Blue Note Records)
- 1961: Junior Cook: Junior's Cookin’ (OJC)
- 1963, 1965: Blue Mitchell: The Cup Bearers (OJC), Down With It (OJC)
- 1966: Coleman Hawkins: Supreme (Enja Records)
- 1969: Eddie Jefferson: Coming Along With Me (OJC)
- 1975: Barry Harris: Plays Thad Dameron (Xanadu Records)